# Ilha da Armona
A Ilha de Armona ou, mais invulgarmente, Ilha da Armona é uma ilha da Ria Formosa no concelho de Olhão, no Algarve, Portugal. A ilha está integrada no Parque Natural da Ria Formosa e apresenta superfície 3,90 km². A ligação à cidade de Olhão é feita diariamente por um ferry, de hora a hora, no verão, com um horário um pouco mais reduzido no inverno.
A ilha é constituída por praias voltadas para a Ria Formosa e voltadas para o mar. Dispõe de um parque de campismo e de cabanas de aluguer, sendo também possível alugar casas particulares. Existem ainda restaurantes perto do molhe, alguns deles com tradição familiar já passados de geração para geração. Na ilha não circulam carros só apenas veículos motorizados de emergência e da limpeza.
Os adeptos dos desportos náuticos também encontram na ilha de Armona um bom local para os praticarem. Canoagem, vela e mergulho são apenas alguns exemplos. A pesca recreativa é também bastante popular.
Para além da parte habitada da ilha, existe uma secção de cariz mais selvagem, onde é possível encontrar, por exemplo, camaleões e outros exemplares da fauna local.
Em Junho de 2019 a Ilha da armona estreou-se com a bandeira azul de umas das praias mais limpas do Mundo.

## Topónimo
Para alguns estudiosos Armona tem origem celta. Também existem topónimos menores em Espanha na Galiza na foz do rio Minho, no País Basco (Armona e Armora) e em Sevilha.